# Efeito Wolff–Chaikoff
O efeito Wolff–Chaikoff, descoberto pelos Drs. Jan Wolff e Israel Lyon Chaikoff na Universidade da Califórnia, é uma redução dos níveis de hormônios tireoidianos causada pela ingestão de grandes quantidades de iodo. Em 1948, Wolff e Chaikoff relataram que a injeção de iodo em ratos inibia quase completamente a organificação (oxidação do iodeto) na glândula tireoide. Pacientes com doença de Graves são mais sensíveis do que pacientes com funções tireoidianas normais, e o iodo tem sido aplicado no tratamento dessa doença.
O efeito Wolff–Chaikoff é um fenômeno autorregulatório que inibe a organificação na glândula tireoide, a formação dos hormônios tireoidianos no interior dos folículos da glândula e a liberação dos hormônios tireoidianos na corrente sanguínea. O efeito Wolff-Chaikoff é um meio eficiente de o organismo rejeitar grandes quantidades de iodo ingeridas, prevenindo a tireoide de sintetizar grandes quantidades de hormônios tireoidianos. O efeito dura vários dias (cerca de 10 dias), seguindo-se de um "fenômeno de escape", que é descrito como uma retomada da organificação normal do iodo e a normalização da função da tireoperoxidase. Acredita-se que esse "fenômeno de escape" ocorra por causa de uma redução das concentrações de iodo inorgânico secundária à inibição da expressão do transportador de simporte sódio-iodeto (NIS) localizado na membrana basolateral da célula tireoidiana folicular.
O efeito Wolff–Chaikoff pode ser usado como tratamento, principalmente do hipertireoidismo (especialmente da tempestade tireoidiana), através da infusão de grandes quantidades de iodo para suprimir a glândula tireoide. O iodeto era usado para tratar o hipertireoidismo antes das drogas antireoidianas, como o propiltiouracila e o metimazole, serem desenvolvidas. Os indivíduos com hipertireoidismo que recebem iodeto devem experimentar uma queda no nível metabólico basal que é comparável ao observado após a tireoidectomia. O efeito Wolff–Chaikoff também explica o hipotireoidismo produzido em alguns pacientes por algumas drogas contendo iodo, como a amiodarona. O efeito Wolff–Chaikoff também é parte do mecanismo que justifica o uso de iodeto de potássio em emergências nucleares.